# 湾岸スターカップ
湾岸スターカップ（わんがんスターカップ）は、愛知県競馬組合が名古屋競馬場で施行する地方競馬の準重賞競走である。格付けはP。正式名称は「競馬エース賞 湾岸スターカップ」。2022年（令和4年度）までは重賞競走（SPII）として行われていた。

## 概要
2018年に東海地区デビューの明け3歳馬によるSPIIの重賞競走として新設。第1回は同年元日に名古屋競馬場のダート1600mで施行された。
2019年までは湾岸ニュースターカップの名称で開催されていたが、2020年より夏季開催に移行されるとともにレース名称も湾岸スターカップに変更された。また、この年より西日本ダービーの指定競走となっている。
2021年にHITスタリオンシリーズに指定された。副賞対象種牡馬はダノンレジェンド。
2022年からは名古屋競馬場の移転に伴い施行距離をダート2100mに、また施行時期を5月に移行されるとともに出走条件も4歳以上に変更される。2023年度に準重賞に格下げされ、さらに2024年からは施行距離を920mに短縮することになった。

### 条件・賞金等（2025年）
出走条件
サラブレッド系4歳以上オープン、東海所属
負担重量
別定。57kg、牝馬2kg減。
賞金
1着350万円、2着122万5000円、3着70万円、4着52万5000円、5着35万円。
副賞
エースメディア株式会社賞。

## 歴史
- 2018年 - 明け3歳の東海デビュー馬限定の重賞競走として新設。名古屋競馬場ダート1600mで施行。
- 2019年 - 距離を1400mに変更。
- 2020年
  - レース名称を湾岸スターカップに変更。
  - 西日本ダービーの指定競走となる。
  - 距離を1600mに戻す。
- 2021年
  - HITスタリオンシリーズに指定。
  - 負担重量が定量から別定に変更。
- 2022年 
  - 名古屋競馬場の移転に伴い、施行距離をダート2100mに変更。
  - 施行時期を5月に変更。
  - 出走条件が3歳限定から4歳以上に変更。
- 2023年
  - 準重賞に降格[4]。
  - 回次が付されなくなる
- 2024年 - 距離を920mに変更。

## 歴代優勝馬
2021年までは旧名古屋競馬場。
| 回数  | 施行日        | 距離  | 優勝馬             | 性齢 | 所属 | タイム  | 優勝騎手 | 管理調教師 | 馬主                   |
| ----- | ------------- | ----- | ------------------ | ---- | ---- | ------- | -------- | ---------- | ---------------------- |
| 第1回 | 2018年1月1日  | 1600m | サムライドライブ   | 牝3  | 愛知 | 1:45.5  | 丸野勝虎 | 角田輝也   | （株）グリーンファーム |
| 第2回 | 2019年1月1日  | 1400m | ブライアンビクター | 牡3  | 笠松 | 1:30.2  | 藤原幹生 | 大橋敬永   | 廣瀬普                 |
| 第3回 | 2020年8月5日  | 1600m | インザフューチャー | 牡3  | 愛知 | 1:45.5  | 戸部尚実 | 川西毅     | （有）ベターエステイト |
| 第4回 | 2021年8月4日  | 1600m | スプリングメドウ   | 牡3  | 愛知 | 1:43.6  | 岡部誠   | 井手上慎一 | 蜂須賀重夫             |
| 第5回 | 2022年5月30日 | 2100m | ブンブンマル       | 牡4  | 愛知 | 2:17.2  | 加藤聡一 | 川西毅     | 尾崎智大               |
|       | 2023年5月19日 | 2100m | ナムラマホーホ     | 牡4  | 愛知 | R2:13.7 | 加藤聡一 | 藤ケ崎一人 | 北澤信                 |
|       | 2024年5月17日 | 920m  | フォルツァエフ     | 牡9  | 愛知 | 55.3    | 塚本征吾 | 迫田清美   | 高橋治行               |
|       | 2025年4月24日 | 920m  | ブライトファントム | 牡5  | 愛知 | 55.8    | 村上弘樹 | 藤ケ崎一男 | 豊原純弥               |

Rはコースレコードを示す。

### 競走結果の出典
- 湾岸スターカップ　歴代優勝馬 - 地方競馬全国協会
- JBISサーチ
  - 2018年、2019年、2020年、2021年、2022年、2023年、2024年、2025年